# Joseondynastins kungliga gravar
Joseondynastins kungliga gravar är en grupp gravar med medlemmar av den koreanska Joseonsdynastin (1392–1910). Gravarna är ett världsarv sedan 2009.

## Gravarna
Gravarna är indelade i två typer. Kunga- och drottninggravarna samt de som efter sin död titulerats kung eller drottningar, tillhör gravtypen Neung. Gravarna efter kronprinsarna och deras fruar såväl som kungligheternas föräldrar, tillhör typen Won. De kungliga gravarna är spridda på 18 olika platser, flera av dem ligger 40 km från Hanseong (dagens Seoul). Dock är Jangneunggraven i Yeongwol-gun, Gangwon, medan Yeongneunggravarna ligger i Yeoju härad, Gyeonggi. Gravarna gjordes för individer såväl som för hela familjer. Det finns 40 Neunggravar och 13 Wonggravar, vilket ger ett totalt antal på 53 kungliga gravar.
Joseon-erans kungliga gravar följde riktlinjerna som man fått ifrån de kinesiska konfucianska texterna, såsom Riternas bok (Li Ji) och Zhous riter (Zhou Li). Många faktorer påverkade valet av en gravs placering, såsom avståndet från Hanyang, avståndet i relation till andra kungliga gravar, möjligheten att ta sig till platsen och Koreanska traditioner av pungsu (geomanti). Gravenkonstruktionen tog även hänsyn till traditionella begravningsritualer i Korea och den naturliga omgivningen.

### Donggureungs gravkluster
Detta kluster av gravar representerar den bästa samlingen av kungliga familjegravar från Joseondynastin. Sju kungar och tio drottningar ligger i nio gravar av typen Neung. Bland dessa gravar finns Geonwolleunggraven efter kung Taejo, dynastins grundare. I Gyeongneunggraven finns lämningarna efter kung Hyeonjong, som härskade mellan 1834 och 1849 samt hans fru drottning Hyohyeon och drottning Hyojeong. Denna grupp av gravar representerar utvecklingen av Joseons gravarkitektur genom 500 år.

### Seosamneung gravkluster
Gravklustret Seosamneung (lit. "Tre västliga Neung") ligger i staden Goyang, provinsen Gyeonggi, vilket ligger 20 km från Seoul. Gravens namn kommer från det faktum att de tre kungliga Neunggravarna ligger i huvudstadens västra föroter. Drottning Janggyeong lades här i Huineunggraven. I Hyoreunggraven ligger kung Injong och hans fru drottning Insong. Kung Cheoljong och drottning Cheorin ligger i Yereunggraven. Femtio andra gravar har lämningarna efter prinsar och prinsessor och kungliga konkubiner. Värt att notera är de monument i olika stilar som byggts för att husera placenta och navelsträngar, kända som taesil, vilka en gång varit utspridda över hela Korea, men samlats in och idag finns i detta gravkluster.

### Gwangneung
Gwangneung ligger i staden Namyangju, provinsen Gyeonggi. I graven ligger kung Sejo och hans fru drottning Jeonghui. De två gravarna uppfördes 1468 respektive 1483. Gwangneung är viktigt då förändringar som gjordes i konstruktionen av kungliga gravarna. Istället för ett yttre i sten användes en typ av murbruk. Andra brytningar från traditionen var det faktum att den prästliga ingången inte byggdes. Slutligen gjordes endast ett T-format ritualskrin för båda gravhögarna. Denna förändring i gravarkitektur kom från kungens sista önskningar och reflekterar en ny sparsammare stil som influerat senare kungliga gravars konstruktion.

### Hongneung and Yureung
Stilarna av dessa två gravar reflekterar de politiska förändringar som Korea genomgick under Joseondynastins sista dagar. Med deklarationen av det koranska imperiet, designades de kungliga gravarna av de sista två härskarna kejsar Gojong och Sunjong i en stil som var avsedd att visa på deras nya status. Hongneung har lämningarna efter kejsar Gojong och kejsarinnan Myeongseong. Yureunggraven innehåller lämningarna efter kejsar Sunjong, kejsarinnan Sunmyeonghyo och kejsarinnan Sunjeonghyo. Andra gravar som kan noteras är Yeongwon, kronprinsessan Yeongwangs och kronprinssesans Yi Bangjas grav.